# Sulo Hurstinen
Sulo Voipa Hurstinen, född 1 december 1881 i Kuhmalax, död 5 september 1979 i Helsingfors, var en finländsk violinist.
Hurstinen konserterade efter studier i Helsingfors, Prag och Berlin flitigt såväl i hemlandet (debut 1906) som utomlands; han gav sammanlagt drygt 1 500 egna konserter. Han verkade även som lärare vid Helsingfors musikinstitut 1909–1910 och 1915–1952 samt vid konservatoriet i Tallinn 1913–1914. Han publicerade violinpedagogiska verk och kompositioner och arrangemang för violin. 